# Ming-Grab des Prinzen von Lu
Das Grab des Prinzen von Lu aus der Ming-Dynastie (chinesisch 明鲁王墓, Pinyin Míng Lǔwáng mù), das auch Mausoleum des Prinzen Huang (chinesisch 荒王陵, Pinyin Huāng wáng líng), Grab des Prinzen Zhu Tan von Lu aus der Ming-Dynastie (明鲁王朱檀墓,  Míng Lǔ wáng Zhū Tán mù) oder einfach Grab des Zhu Tan (朱檀墓,  Zhū Tán mù) u. a. bezeichnet wird, ist das Grab von Zhu Tan. Es befindet sich im Dorf Shangzhaicun (尚寨村), Großgemeinde Zhongxindian (中心店镇), Stadt Zoucheng, bezirksfreie Stadt Jining, Provinz Shandong, Volksrepublik China.
Das Grab von Zhu Tan (朱檀) (1370–1389), des Prinzen (wang) von Lu, wurde 1970 im damaligen Kreis Zou (邹), Provinz Shandong, aufgedeckt. Zhu Tan gehörte der kaiserlichen Familie der frühen Ming-Dynastie an, er war der zehnte Sohn des Kaisers Hongwu (Zhu Yuanzhang), des Gründers der Ming-Dynastie. 
Unter den über 2000 Grabbeigaben befanden sich auch Musikinstrumente, Gemälde und mehrere Drucke aus der Zeit der Mongolen-Dynastie, darunter das Buch Zhuzi dingding Caishi shu jizhuan (朱子订定蔡氏书集传). Außerdem gehörte eine aus ca. 400 kolorierten holzgeschnitzten Figürchen bestehende Ehrengarde (yizhang) zu den Grabbeigaben.
Das Grab steht seit 2006 auf der Liste der 
Denkmäler der Volksrepublik China (6-261).